# Аркуш-ди-Валдевеш
А́ркуш-ди-Валдеве́ш (порт. Arcos de Valdevez; ['aɾkuʃ dɨ vaɫdɨ'veʃ]) — посёлок городского типа в Португалии, центр одноимённого муниципалитета в составе округа Виана-ду-Каштелу. По старому административному делению входил в провинцию Минью. Входит в экономико-статистический субрегион Минью-Лима, который входит в Северный регион. Численность населения — 2,2 тыс. жителей (посёлок), 24,5 тыс. жителей (муниципалитет). Занимает площадь 445,89 км².

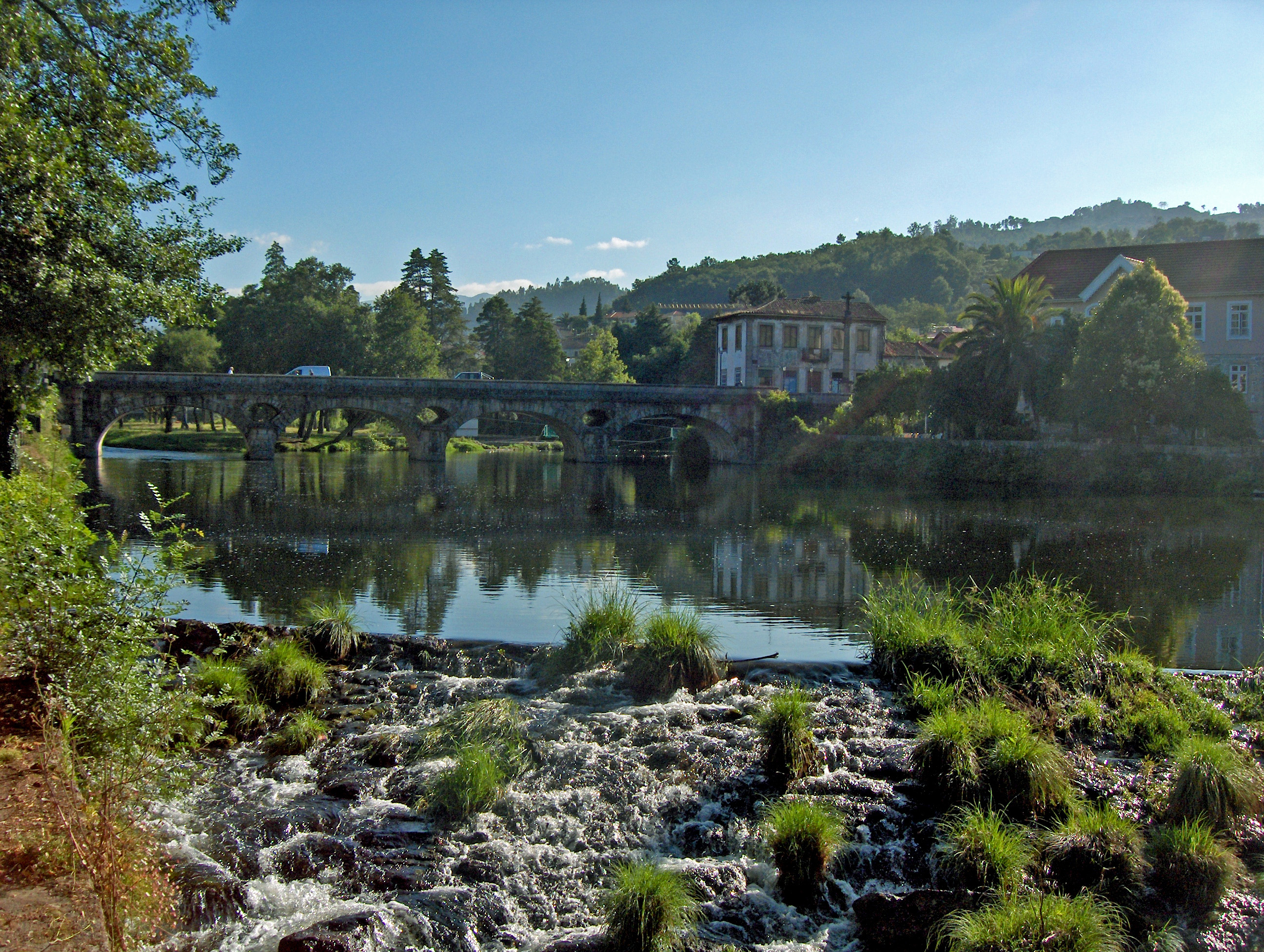
Река Веш в Аркуш-ди-Валдевеш

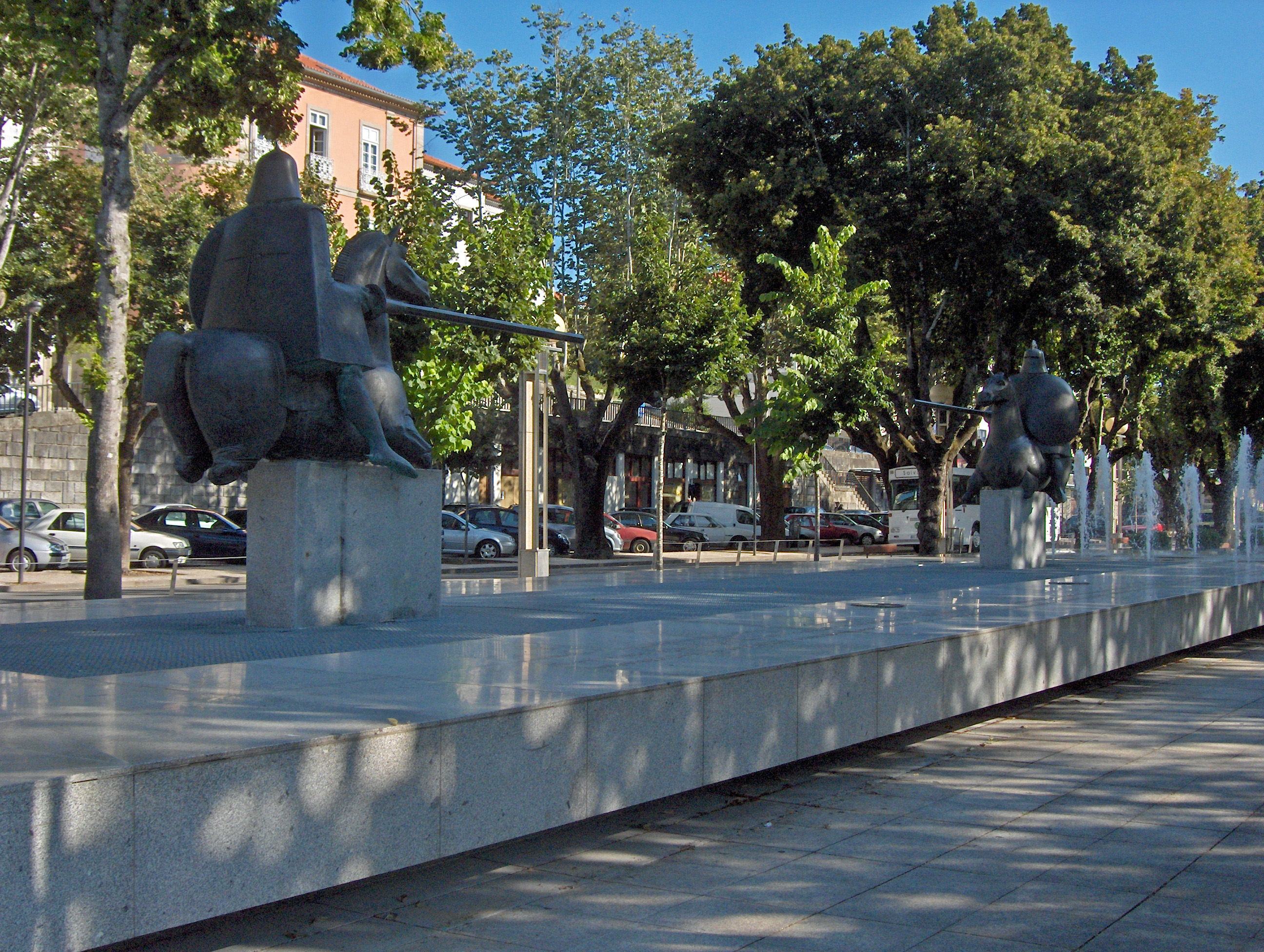
Светящийся фонтан

Покровителем посёлка считается Святой Пайю.
Праздник посёлка — 11 июля.

## Расположение
Посёлок расположен в 37 км на северо-восток от адм. центра округа города Виана-ду-Каштелу на берегу реки Веш.
Муниципалитет граничит:
- на севере — муниципалитет Монсан
- на северо-востоке — муниципалитет Мелгасу
- на востоке — Испания
- на юге — муниципалитет Понте-да-Барка
- на юго-западе — муниципалитет Понте-де-Лима
- на западе — муниципалитет Понте-де-Лима
- на северо-западе — муниципалитет Паредеш-де-Кора

## История
Посёлок основан в 1515 году.

## Население
| Численность населения муниципалитета по годам | Численность населения муниципалитета по годам | Численность населения муниципалитета по годам | Численность населения муниципалитета по годам | Численность населения муниципалитета по годам | Численность населения муниципалитета по годам | Численность населения муниципалитета по годам | Численность населения муниципалитета по годам | Численность населения муниципалитета по годам |
| --------------------------------------------- | --------------------------------------------- | --------------------------------------------- | --------------------------------------------- | --------------------------------------------- | --------------------------------------------- | --------------------------------------------- | --------------------------------------------- | --------------------------------------------- |
| 1801                                          | 1849                                          | 1900                                          | 1930                                          | 1960                                          | 1981                                          | 1991                                          | 2001                                          | 2004                                          |
| 21 435                                        | 25 824                                        | 31 968                                        | 32 163                                        | 38 739                                        | 31 156                                        | 26 976                                        | 24 761                                        | 24 635                                        |

## Транспорт
Автострада N 101.

## Состав муниципалитета
В муниципалитет входят следующие районы:
| - Абоин-даш-Шосаш - Агиан - Алдора - Кабана-Майор - Кабрейру - Карралкова - Сендуфе - Коту - Эйраш - Эрмелу - Эштрему - Гавиейра - Жиела - Гондориш - Граде - Гильядезеш - Лореда | - Мадалена-де-Жолда - Мей - Миранда - Монте-Редонду - Оливейра - Падрозу - Парада - Пасо - Портела - Прозелу - Риу-Кабран - Риу-Фриу - Риу-де-Моиньюш - Сабадин - Салвадор - Салвадор-де-Падрейру - Санта-Криштина-де-Падрейру | - Санта-Мария-де-Тавора - Сантар - Сеньярей - Сиштелу - Соажу - Соту - Са - Сан-Кожме-и-Сан-Дамиан - Сан-Жорже - Сан-Пайю - Сан-Пайю-де-Жолда - Сан-Висенте-де-Тавора - Табасо - Вале - Вила-Фонше - Вилела - Азере |

## Фотогалерея

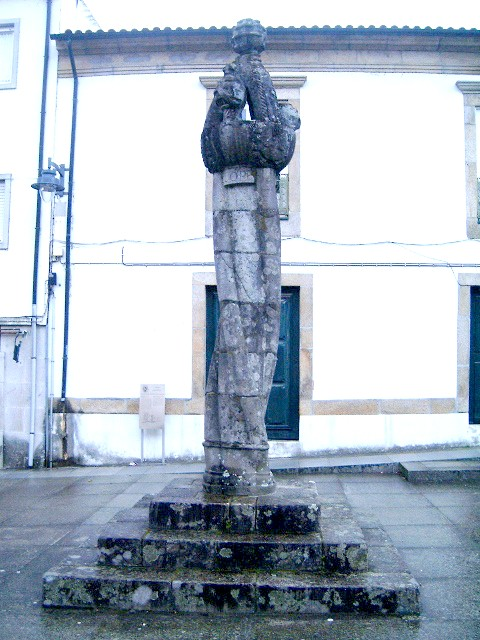
Столб в Аркуш-де-Валдевеш